# Усманходжаев, Бузрукходжа
Бузрукходжа́ Эшо́н-бува́ Усманходжа́ев (узб. Бузрукхужа Эшон-бува Усмонхужаев; 1896, село Уйрат, Риштанской волости Кокандского уезда, Ферганская область — 25 мая 1977, Фергана) — советский государственный и партийный деятель, активный участник в боях за Советскую власть в Ферганской долине, Герой Социалистического Труда (1971). Член ВКП(б) (КПСС) с 1924 года.

## Биография
Родился в селе Уйрат Риштанской волости Кокандского уезда Ферганской области Туркестанского края Российской империи в семье батрака.
Активный участник восстания 1916 года в Риштане, где 12 июля 1916 года разыгралось настоящее сражение у двора мечети «Хужа Илгор». Бузрукходжа вместе с восставшими риштанцами, вооружёнными камнями и палками, напал на местного пристава и его охрану. В 1917—1923 годах участвовал в боях за советскую власть в Ферганской долине.
- 1914—1916 гг. — секретарь «Мелкокредитного товарищества» Риштанской волости,
- 1921—1922 гг. — секретарь Уйратского сельского Совета Риштанской волости,
- 1922—1923 гг. — инспектор продовольствия Риштанской волости,
- 1923—1924 гг. — заведующий комхоз Риштанского волости,
- 1926—1927 гг. — председатель Багдадского райисполкома,
- 1927—1929 гг. — заведующий земельным отделением Ферганского округа,
- 1930—1933 гг. — председатель Багдадского райисполкома,
- 1933—1943 гг. — председатель Избаскентского райисполкома, председатель Кагановичского (Узбекистанского) райисполкома,
- 1943—1952 гг. — председатель Ферганского облисполкома,
- 1952—1971 гг. — начальник Управления эксплуатации Большого ферганского канала имени Усмана Юсупова.

Член ЦК Компартии Узбекистана. Депутат Верховного Совета СССР 2-го созыва и Узбекской ССР.
Являлся представителем белой кости «ок-суяк».

## Дети
Эркинжон Бузрукович Усманходжаев (1926—1986) — председатель колхоза «Большевик»
Инамжон Бузрукович Усманходжаев (1930—2017) — государственный и партийный деятель Узбекской ССР, первый секретарь ЦК КП Узбекистана (1983—1988)

## Награды и звания
- Герой Социалистического Труда (8 апреля 1971 года, за выдающиеся успехи, достигнутые в развитии сельскохозяйственного производства и выполнении пятилетнего плана продажи государству продуктов земледелия и животноводства)
- 3 ордена Ленина (23.12.1939; 16.01.1950;[1] 8.04.1971)
- орден Отечественной войны 2-й степени (1.02.1945)
- 4 ордена Трудового Красного Знамени (25.12.1944[2]; 23.01.1946[3]; 11.01.1957; 30.04.1966)
- Орден Красной Звезды (6.02.1947)
- Орден «Знак Почёта» (1.10.1945)
- Заслуженный ирригатор Узбекистана

## Память
- Одна из центральных улиц г. Ферганы названа именем Б. Усманходжаева.
- Один из сельских сходов граждан в Риштанском районе назван именем Б. Усманходжаева.

Документальная повесть Назира Сафарова «Отец воды»